# Oroszlán Zoltán
Oroszlán Zoltán (Budapest, 1891. március 16. – Budapest, 1971. január 9.) régész, művészettörténész, egyetemi tanár, a történettudományok kandidátusa (1952). 

## Élete
Budapesten született Oroszlán Árpád és Horváth Anna gyermekeként. 1913-ban a budapesti tudományegyetemen szerzett tanári oklevelet, majd 1918-ban bölcsészdoktori diplomát. A budapesti református főgimnáziumban lett tanár. 1914-ben a MNM érem- és régiségtárában volt gyakornok. 1914–1917 között a Ludovika Akadémián katonai földrajzot és hadtörténetet tanított. 1917–1919 között a Magyar Tudományos Intézet titkára Konstantinápolyban.  
1919-től a MNM segédőre, 1923-tól a Szépművészeti Múzeum antik osztályának, majd összes szoborgyűjteményének vezetője, később igazgató-őre. 1932-ben Budapesten, a Terézvárosban házasságot kötött Tóth Gábor és Molnár Zsófia lányával, Zsófiával. 1936-tól a szegedi egyetem magán-, 1941-től rendkívüli tanára volt. Több külföldi tanulmányúton vett részt. 
1946-ban tagja volt a magyarországi javak visszahozatalára alakított bizottságnak. 1945–1967 között az ELTE oktatója, mindvégig a klasszika- és provinciális archeológia, művészettörténet, muzeológia előadója. 1957–1959 között dékánhelyettes, 1959-től a Magyar Régészeti és Művészettörténeti Társulat elnöke. 1967-ben nyugdíjba vonult.
A görög és római művészet, elsősorban a görög terrakottaszobrászat és a pannóniai reliefplasztika kiváló kutatója volt. 

## Elismerései
- Rómer Flóris-emlékérem (1948, 1971)
- Munka Érdemrend (1960)

## Művei
- 1918 Mitológiai és szimbolikus képtípusok a pannóniai síremlékeken. Budapest
- 1930 Az Országos Magyar Szépművészeti Múzeum antik terrakottagyűjteményének katalógusa. Budapest
- Két új mitologiai dombormű a M. Nemzeti Múzeumban 1923
- Kiadatlan pannóniai provinciális kőemlékek a M. Nemzeti Múzeumban 1927
- A magyar szobrászat a 19. században; Közgyűjtemények Ismeretterjesztő Irodája, Bp., 1936 (Vetítettképes ismeretterjesztő előadások)
- A Szépművészeti Múzeum antik terrakotta gyűjteményének rhytonjai; Országos Magyar Szépművészeti Múzeum, Bp., 1937
- 1939 Az egyiptomi gyűjtemény. Budapest. (tsz. Dobrovits Aladár)
- 1940 Színész-maszkok és szobrocskák antik terrakotta gyűjteményünkben. Budapest
- Emlékezés Hekler Antalra. Elmondatott az O. M. Régészeti és Művészettörténeti Társulat közgyűlésén; Egyetemi Ny., Bp., 1940
- Szépművészeti Múzeumunk „Campana domborművei”; Egyetemi Ny., Bp., 1943
- 1945 Terrakotten-Studien. Budapest
- Pompeji, Herculaneum, Ostia. 1946/47. I. fé.; Stachora soksz., Bp., 1946
- 1947 Az antik kiállítás katalógusa. Budapest (tsz. Dobrovits Aladár)
- Az aegei kultúra és a geometrikus művészet; Bojár Iván, Bp., 1947
- Herculaneum, Pompeji, Ostia. 1946/47. II. fé.; Bojár Iván, Bp., 1947
- Görög művészet. Oroszlán Zoltán 1946/47. I. fé.-ben tartott előadásai alapján jegyezték Koroknay Éva, Bojár Iván; Bojár Iván, Bp., 1947
- Az antik nagy festészet története. 1947/48. I. fé.; Stachora soksz., Bp., 1948
- A görög sport és hatása a művészetekre. 1947/48. I. fé.; Stachora soksz., Bp., 1948
- Görög művészet a perzsa háborúkig. 1947/48. I. fé.; Stachora soksz., Bp., 1948
- Az antik színház archeológiája. Oroszlán Zoltán előadása az 1947–48 tanév II. felében; Állami Ny., Bp., 1948
- Görög művészet a Kr. e. V. században. Oroszlán Zoltán előadása az 1947–48. tanév 2. félévében. Jegyezte Förster Mária; Egyetemi Ny., Bp., 1948
- Általános muzeológia. Vázlat 2–4. éves muzeológus hallg. számára. 1950/51. tanév 2. félév; Tankönyvkiadó Jegyzetsoksz., Bp., 1951 (Budapesti Eötvös Lóránd Tud. egyet. bölcsészkarának jegyzetei)
- 1948 Görög művészet a perzsa háborúig. Budapest